# 善岡雅文
善岡 雅文（よしおか まさふみ、1950年〈昭和25年〉3月19日 - ）は、日本の政治家。勲等は旭日小綬章。元砂川市長（3期）。

## 来歴
1950年（昭和25年）3月19日、北海道空知郡砂川町（現在の砂川市）で生まれる。
砂川市立砂川小学校、砂川市立砂川中学校、北海道砂川南高等学校を経て、龍谷大学に進学する。
龍谷大学卒業後、砂川市役所に奉職。
2011年（平成23年）4月、砂川市長選挙に出馬し、無投票で初当選。同月27日、砂川市長に就任する。
2015年（平成27年）4月、任期満了に伴う砂川市長選挙に出馬し、無投票で再選を果たす。
2019年（平成31年）4月14日、任期満了に伴う砂川市長選挙に出馬し、無投票で再選を果たす。
2022年（令和4年）9月、次期市長選挙に不出馬を表明。
2025年（令和7年）春の叙勲で旭日小綬章を受章した。